# Beutin
Beutin ist eine französische Gemeinde im Département Pas-de-Calais in der Region Hauts-de-France. Sie gehört zum Kanton Berck im Arrondissement Montreuil.

## Lage
Die Gemeinde Beutin liegt im Westen des Artois am Unterlauf der Canche, zwischen den Städten Étaples und Montreuil-sur-Mer. Sie grenzt im Westen und Norden an Bréxent-Énocq, im Osten an Attin und im Süden an La Calotterie.

## Bevölkerungsentwicklung
| Jahr                       | 1962 | 1968 | 1975 | 1982 | 1990 | 1999 | 2006 | 2015 | 2022 |
| -------------------------- | ---- | ---- | ---- | ---- | ---- | ---- | ---- | ---- | ---- |
| Einwohner                  | 206  | 234  | 233  | 294  | 323  | 373  | 496  | 475  | 434  |
| Quellen: Cassini und INSEE |      |      |      |      |      |      |      |      |      |

## Sehenswürdigkeiten

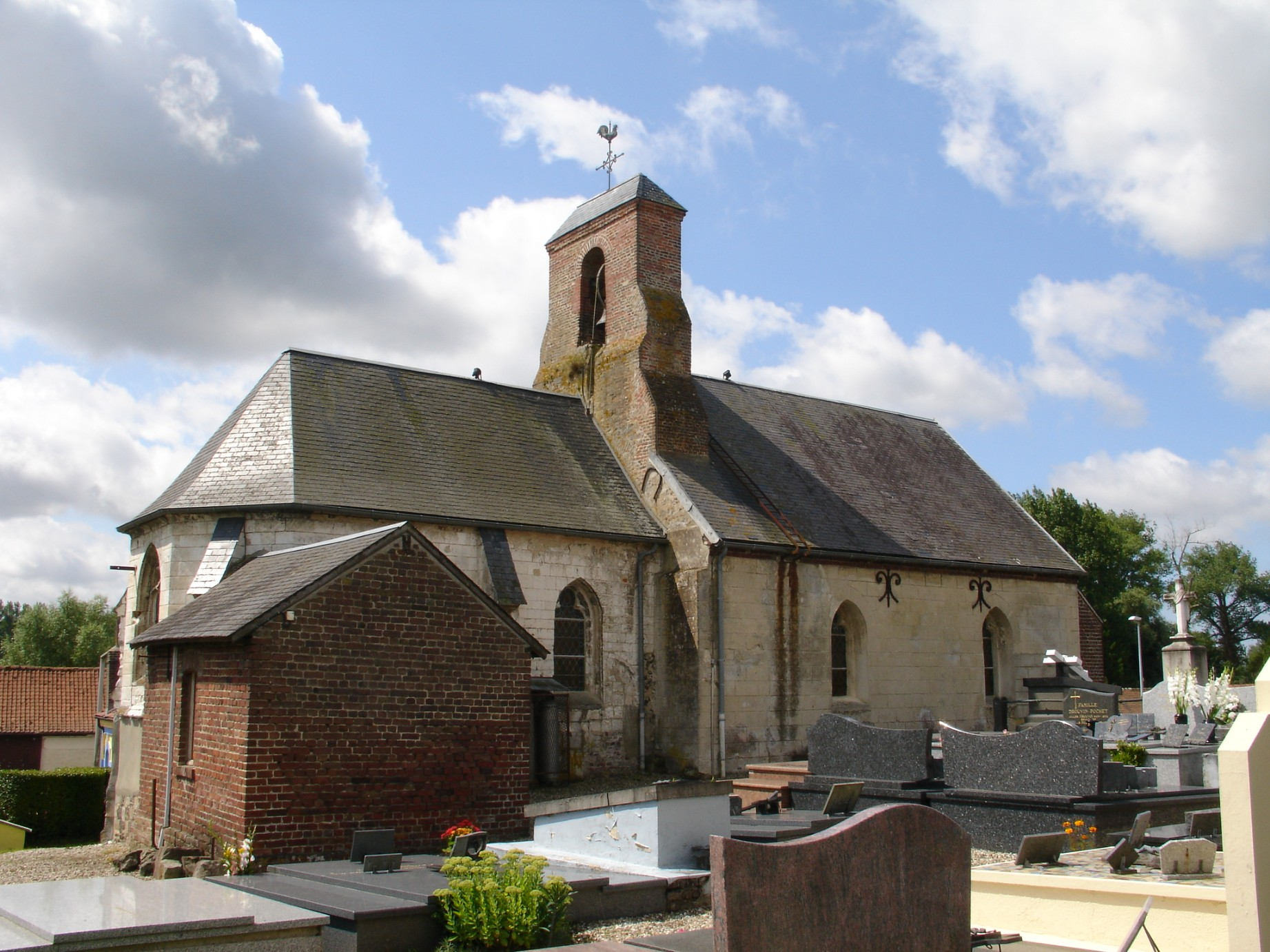
Kirche Saint-Léger
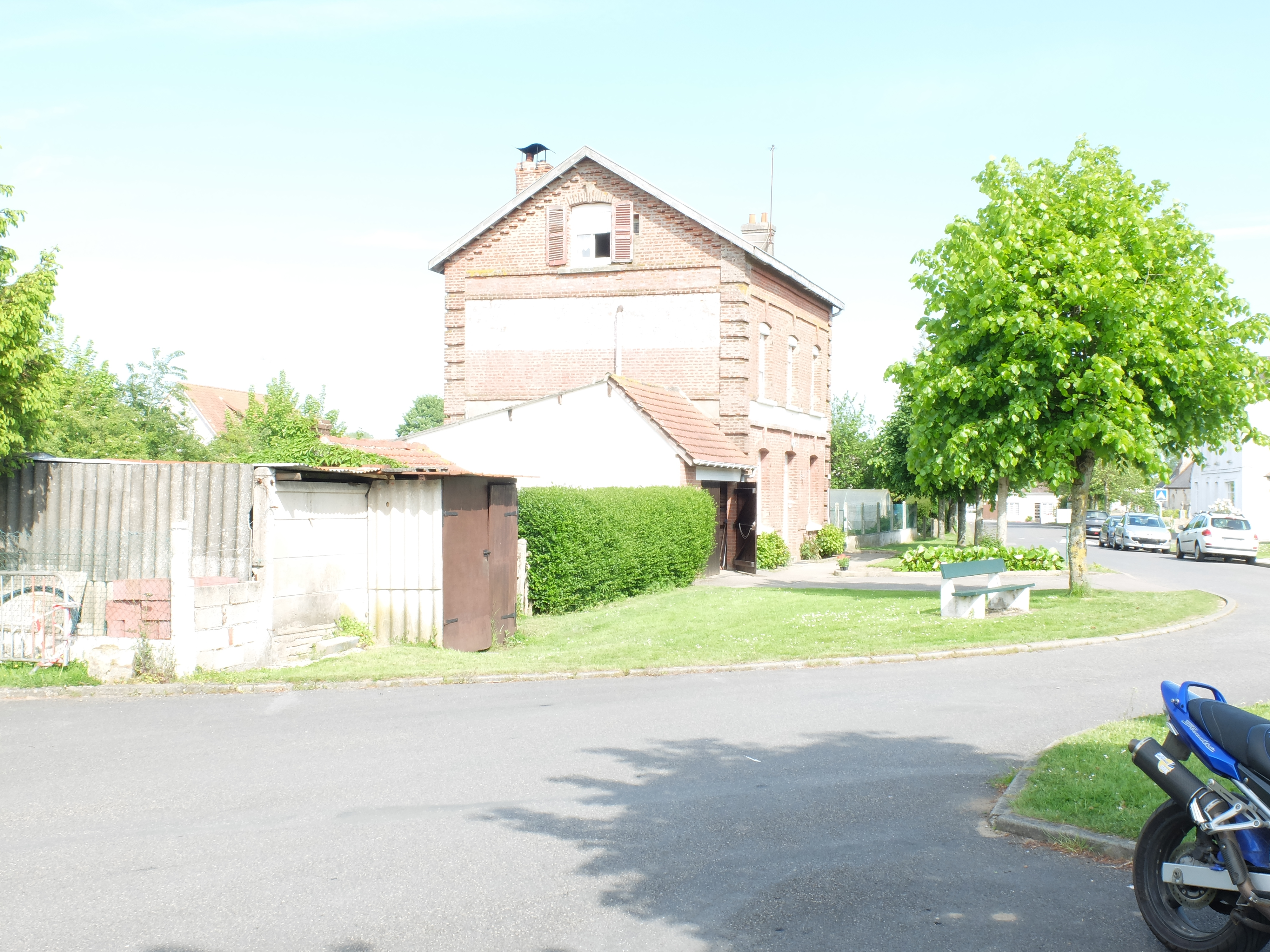
Ehemaliger Bahnhof
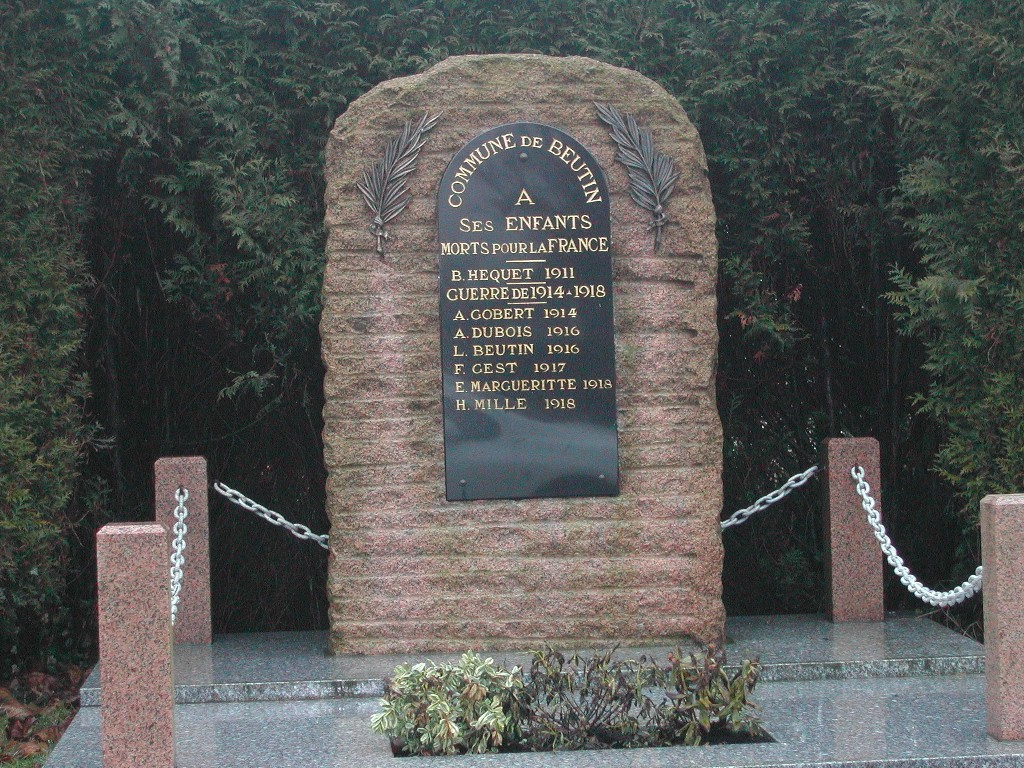
Gefallenendenkmal

- Kirche Saint-Léger
- Ehemaliger Bahnhof
- Gefallenendenkmal